# Ferdinand Erfmann
Ferdinand George Erfmann (Rotterdam, 12 oktober 1901 - Sardinië, 28 juli 1968) was een Nederlandse kunstschilder, tekenaar, toneelspeler en acrobaat; hij is het meest bekend van zijn figuurvoorstellingen. In zijn beeldend werk beeldde hij statische figuren af, vaak gespierde vrouwen of mannen in travestie.
Hij kwam uit een theatergezin: zowel zijn ouders, Eberhard Philip Erfmann en Mien Erfmann-Sasbach, als zijn zus Minny Erfmann waren acteur. 
In 1973 organiseerde het Stedelijk Museum Amsterdam een tentoonstelling van zijn tekeningen en schilderijen.
- Biografisch Portaal: 18607925
- Gemeinsame Normdatei: 131953400
- International Standard Name Identifier: 0000 0000 6685 9484
- Library of Congress Control Number: nr95046451
- Nederlandse Thesaurus van Auteursnamen: 090924517
- RKD-Nederlands Instituut voor Kunstgeschiedenis: 26481
- Système universitaire de documentation: 191887765
- Union List of Artist Names: 500085008
- Virtual International Authority File: 15917418
- WorldCat: E39PBJr3wCQFyky9fMYCFwjKVC